# Violetrughyliota
De violetrughyliota (Hyliota violacea) is een zangvogel uit de familie Hyliotidae.

## Verspreiding en leefgebied
Deze soort komt voor in westelijk en centraal Afrika en telt twee ondersoorten:
- H. v. nehrkorni: van Sierra Leone tot zuidwestelijk Nigeria.
- H. v. violacea: van zuidoostelijk Nigeria en westelijk Kameroen tot oostelijk Congo-Kinshasa en Rwanda.

## Status
De grootte van de populatie is niet gekwantificeerd maar de soort heeft een versnipperd verspreidingsgebied en wordt omschreven als zeldzaam tot algemeen. Op de Rode lijst van de IUCN heeft deze soort de status niet bedreigd.